# Rhudara diffusuma
Rhudara diffusuma är en fjärilsart som beskrevs av Felder 1874. Rhudara diffusuma ingår i släktet Rhudara och familjen tandspinnare. Inga underarter finns listade.